# Mètode sandvitx de sublimació

Si és silici, C és carboni, _{SiC2} és dicarbur de silici, _{Si2C} és carbur de disilici, Ar és argó gasós.

El mètode sandvitx de sublimació (també anomenat procés sandvitx de sublimació i tècnica sandvitx de sublimació) és una mena de deposició física de vapor que s'utilitza per crear cristalls artificials. El carbur de silici és el cristall més comú cultivat d'aquesta manera, encara que també es poden crear altres cristalls amb ell (sobretot nitrur de gal·li).
En aquest mètode, l'entorn al voltant d'un únic cristall o una placa policristalina s'omple de vapor escalfat a entre 1600 °C i 2100 °C; els canvis en aquest entorn poden afectar l'estequiometria de la fase gasosa. La distància font-cristall es manté entre 0,02 i 0,03 mm (molt baixa). Els paràmetres que poden afectar el creixement dels cristalls inclouen la distància entre la font i el substrat, el gradient de temperatura i la presència de tàntal per recollir l'excés de carboni. Les altes taxes de creixement són el resultat de petites distàncies entre la font i la llavor combinades amb un gran flux de calor sobre una petita quantitat de material font amb una diferència de temperatura no superior a moderada entre el substrat i la font (0,5-10 °C). El creixement de grans boles, però, segueix sent bastant difícil amb aquest mètode, i és més adequat per a la creació de pel·lícules epitaxials amb estructures de politip uniformes. En última instància, amb aquest mètode es poden produir mostres amb un gruix de fins a 500 µm.